# ГЕС Ітутінга
ГЕС Ітутінга — гідроелектростанція на сході Бразилії у штаті Мінас-Жерайс. Знаходячись між ГЕС Камаргос (вище по течії) та ГЕС Фуніл, входить до складу каскаду на лівому витоку Парани на річці Ріо-Гранде.
Для роботи ГЕС лівобережну частину долини річки перекрили земляною греблею з глиняним ядром висотою 25 метрів та довжиною 253 метри. Незадовго перед природним руслом вона переходить у бетонну споруду довжиною 298 метрів, що досягає протилежного боку долини. Разом ці об'єкти утримують невелике водосховище з площею поверхні 1,64 км2 та об'ємом 11 млн м3 (корисний об'єм 6,5 млн м3), для якого нормальне коливання рівня води — між позначками 880 і 886 метрів НРМ.
На стику двох зазначених ділянок греблі починається короткий підвідний канал, який пролягає правобережжям Гранде на 168 метрів, має ширину від 51 до 42 метрів та глибину 15 метрів. Далі вода подається до машинного залу через напірні водоводи діаметром 4,2 метра.
На першому етапі у 1955-му ввели в експлуатацію два гідроагрегати з турбінами типу Каплан потужністю по 12 МВт, до яких в 1959—1960 роках додали ще два гідроагрегати з дещо більшими показниками — 14 та 13 МВт. Це обладнання працює при напорі у 25 метрів (за іншими даними — 27,7 метра).
Видача продукції відбувається по ЛЕП, розрахованій на роботу під напругою 138 кВ.